# Stefania Orsola Garello
Pour les articles homonymes, voir Garello.
Stefania Orsola Garello, née le 31 décembre 1963 à Arcisate en Lombardie, est une actrice italienne.

## Filmographie

### Cinéma
- 1989 : Histoire de garçons et de filles (Storia di ragazzi e di ragazze) de Pupi Avati : Antonia
- 1990 : Amore di bambola d'Alessandro Ninchi (court métrage) : Brunilde
- 1992 : Prima le donne e i bambini de Martina D'Anna
- 1994 : Portami via de Gianluca Maria Tavarelli : Cinzia
- 1995 : Formaldeide de Maddalena Ravagli (court métrage)
- 1996 : Il negro scancellato de Luca D'Ascanio (court métrage)
- 1996 : Punti di vista de Cesar Meneghetti et Elisabetta Pandimiglio (court métrage)
- 1996 : A forma di cuore de Marco Speroni
- 1997 : La Femme de chambre du Titanic de Bigas Luna : Mimi
- 1997 : Cosa c'entra con l'amore de Marco Speroni : Laura
- 1998 : Vite in sospeso de Marco Turco
- 1998 : Interferenze de Cesar Meneghetti et Elisabetta Pandimiglio : Stella
- 1999 : Guardami de Davide Ferrario : Cristiana
- 1999 : La vera madre de Gianfranco Albano
- 2000 : Nora de Pat Murphy : Signorina Canarutto
- 2000 : Due come noi, non dei migliori de Stefano Grossi : Ivana
- 2001 : Quello che cerchi de Marco Simon Puccioni : Rosa
- 2002 : Heaven de Tom Tykwer : la secrétaire de Vendice
- 2002 : Bimba - È clonata una stella de Sabina Guzzanti : la responsable des relations publiques
- 2003 : Tre punto sei de Nicola Rondolino
- 2003 : Alla fine della notte de Salvatore Piscicelli
- 2004 : Le Roi Arthur (King Arthur) d'Antoine Fuqua : Fulcinia
- 2007 : Scrivilo sui muri de Giancarlo Scarchilli : Madre Bronks
- 2014 : Una storia sbagliata de Gianluca Maria Tavarelli
- 2018 : Porpora de Davide Mastrangelo (court métrage)